# 瑟里西耶尔
瑟里西耶尔（法語：Cerisières，法語發音：[səʁizjɛʁ]）是法国上马恩省的一个市镇，属于圣迪济耶区。

## 地理
瑟里西耶尔（48°18'28"N, 5°4'49"E）面积10.02 平方千米，位于法国大東部大區上马恩省，该省份为法国东北部内陆省份，北起马恩省和默兹省，西接奥布省，西南接科多尔省，东南接上索恩省，东临孚日省。
与瑟里西耶尔接壤的市镇（或旧市镇、城区）包括：弗龙克勒、居德蒙-维利耶、布莱斯龙河畔莱谢尔、米尔贝勒、鲁埃库尔、维尼奥里、昂邦维尔。

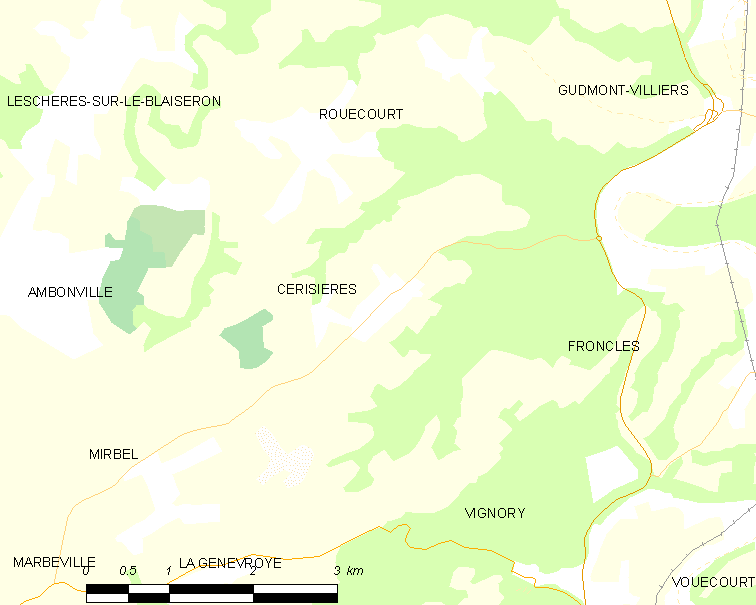
瑟里西耶尔的OSM定位图

瑟里西耶尔的时区为UTC+01:00、UTC+02:00（夏令时）。

## 行政
瑟里西耶尔的邮政编码为52320，INSEE市镇编码为52091。

## 政治
瑟里西耶尔所属的省级选区为博洛涅县。

## 人口

1962-2008年间瑟里西耶尔人口变化图示

瑟里西耶尔于2022年1月1日时的人口数量为85人。